# Roy Fox
Roy Fox (25 de octubre de 1901 – 20 de marzo de 1982) fue un líder de banda de nacionalidad estadounidense cuyo período de mayor popularidad coincidió con los años en los que actuó en el Reino Unido.

## Biografía
Nacido en Denver, Colorado, Roy Fox se crio en Hollywood, California. Con once años tocaba la corneta, y a los trece actuaba en la banda de los repartidores del periódico Los Angeles Examiner. Poco después tocaba el clarín para un estudio propiedad de Cecil B. DeMille. A los 16 años entró a formar parte de la orquesta de Abe Lyman, tocando en el Sunset Inn de Santa Mónica (California) junto a Miff Mole, Gussie Miller, Henry Halstead, y Gus Arnheim. Fox desarrolló un estilo suave que le valió el apodo de "The Whispering Cornetist (El corneta susurrante)". 
En 1920 organizó su propia banda, con la cual grabó en 1925. Ese mismo año dedicó un tiempo a tocar en la radio con la orquesta de Art Hickman, viajando por los Estados Unidos y teniendo una estancia prolongada en Florida. Tras algún tiempo en Nueva York, Fox y Arnheim se volvieron a juntar en  Hollywood, trabajando en el Hotel Ambassador, siguiendo Fox actuando con sus propios grupos para la radio, además de trabajar en la banda sonora de varias películas.
En 1930 Fox fue invitado a actuar en Londres, haciéndolo por vez primera el 29 de septiembre de 1930. Ese año grabó para la BBC, y cuando la banda volvió a los Estados Unidos la siguiente primavera, él se quedó en Inglaterra, grabando con un nuevo grupo para Decca Records y aceptando un contrato para actuar en el restaurante Monseigneur, en Piccadilly. 
En noviembre de 1931 perdió el contrato al caer enfermo de pleuritis y tener que viajar a un sanatorio en Suiza para recuperarse. A su vuelta montó otro grupo, esta vez compuesto de nuevos miembros, además del trompetista y vocalista Sid Buckman, actuando con el mismo en Bélgica y en el Reino Unido. En esta banda tocaba varios instrumentos Art Christmas. Además de esas actividades, Fox trabajó en los filmes On the Air y Big Ben Calling en 1933-34, grabó para HMV en 1936, y viajó por Europa hasta 1938, año en el que volvió a caer enfermo.
Posteriormente Fox fue a Australia, donde lideró la Orquesta Jay Whidden, y visitó los Estados Unidos en giras que llevó a cabo con pequeñas bandas. En 1946-47 lideró una formación en Inglaterra con la que actuó en la Isla de Man y en el Potomac Club de Londres. A partir de 1952 quedó semirretirado, aunque montó una agencia artística.
Roy Fox falleció en Londres, Inglaterra en 1982, a los 80 años de edad.